# 真白の恋
『真白の恋』（ましろのこい）は、日本の映画作品。富山県出身の新人監督・坂本欣弘が2014年春より制作を開始し、出身地である富山県で「日本のヴェニス」と呼ばれる射水市の新湊内川を中心にオール富山県ロケで撮影を行い、3年をかけて2017年2月11日に撮影地の富山県で先行公開。同年2月25日アップリンク渋谷より順次全国公開。キャッチコピーは「恋をした真白は、"普通"の女の子でした。」
2016年12月、文部科学省選定作品。
2022年に映画を元にした「『真白の恋』〜世界で最も美しい湾〜朗読劇」が東京と富山で上演された。

## あらすじ
渋谷真白は、生まれてからこれまで、家族と共に富山県射水市の新湊内川地区で暮らしている。
見た目にはそれとわからないが、真白には、ごく軽度の知的障がいがある。
日常生活に支障はなく、現在は父の営む自転車店の店番をしたり、飼い犬の世話をしたりと、元気に暮らしている。
ある日、兄の結婚式で神社を訪れた真白は、東京からやって来たフリーカメラマン油井景一と出会い、彼に恋心を抱く。

## 登場人物
渋谷 真白
演 - 佐藤みゆき
富山県射水市の新湊内川地区に両親と同居している女の子。ごく軽度の知的障がいがある。
渋谷 雪菜
演 - 岩井堂聖子
真白のいとこ。真白の隣の家に住んでいて、近くのヘアーサロンで働いている。
油井 景一
演 - 福地祐介
東京から仕事で富山にやって来たカメラマン。
渋谷 夏江
演 - 山口詩史
真白の母。
渋谷 連
演 - 杉浦文紀
真白の兄。漁師をしている。
渋谷 美咲
演 - 及川奈央
真白の兄の結婚相手。
（クガヤマ巡査）
演 - 村上剛基
（アミヤ写真館の店主）
演 - 深川格
新井 みずき
演 - 内田もも香
富山県観光課の職員。
渋谷 晴臣
演 - 長谷川初範
真白の父。しぶやサイクルの店主。
出典：

## スタッフ
- 監督 - 坂本欣弘
- 原作・脚本 - 北川亜矢子
- 企画制作 - 坂本欣弘、北川亜矢子
- 製作総指揮 - 松下康平
- エグゼクティブプロデューサー - 松尾直樹
- 協賛プロデューサー - 坂丸弓乃
- プロデューサー - 深川格、増田英明
- 音楽 - 未知瑠
- 主題歌 - 山形麻美「真白の恋」（作詞：北川亜矢子、作曲・編曲：未知瑠）
- 撮影 - 山田笑子
- 制作プロダクション - sagan pictures
- 配給 -  エレファントハウス

出典：

## 備考
脚本家の北川は自分の弟がヒロインと同じ軽度の知的障がいを持つことから着想を得たという。

## 映画祭出品
- 第二回新人監督映画祭（2015） - コンペティション・長編部門[9]
- TAMA CINEMA FORUMある視点部門（2015）[10]
- なら国際映画祭2016 インターナショナルコンペティション - 観客賞受賞[11]
- 福井映画祭11th（2017） - 長編部門・観客賞（グランプリ）受賞[12]
- あきた十文字映画祭（2017） - 第26回上映作品[13]

## 受賞歴
- なら国際映画祭2016 インターナショナルコンペティション部門 観客賞[14]
- 福井映画祭11TH 長編部門 観客賞グランプリ[15]
- 第32回高崎映画祭[16]
- * 最優秀助演女優賞（岩井堂聖子）
- * 最優秀新進女優賞（佐藤みゆき）
- * 新進監督グランプリ（坂本欣弘）

## 朗読劇
- 映画を元にした「『真白の恋』〜世界で最も美しい湾〜朗読劇」が2022年11月3日から5日まで竹芝ニューピアホール[7]、11月26日に氷見市芸術文化館で上演された[17][18]。
- 朗読劇の脚本は、映画で原作・脚本を手がけた北川亜矢子。主人公・渋谷真白役は早見あかり、油井景一役は浦井健治と廣瀬智紀のWキャスト[7]。
- 物語の舞台が朗読劇では氷見市になっている[19]。

### キャスト（朗読劇）
- 渋谷真白 - 早見あかり[20]
- 油井景一 - 浦井健治（11月3日・4日）、廣瀬智紀（11月5日、26日）
- 渋谷雪菜 - 愛加あゆ
- 渋谷晴臣、 愛犬タモ - 西村まさ彦

### スタッフ（朗読劇）
- 脚本 - 北川亜矢子
- 演出 - 土田英生
- プロデューサー - 河出洋一（氷見市文化振興財団）
- 共同プロデューサー - 高成麻畝子